# Société Anonyme
Société Anonyme – organizacja artystów zawiązana w 1920 roku przez Mana Raya, Marcela Duchampa i Katherine Sophie Dreier. Miała status organizacji członkowskiej. Było to przedsięwzięcie niekomercyjne, działające na zasadzie składek, bez możliwości sprzedaży prac, za to z opłatami od nieczłonków za udział w wystawach. Zajmowało przestrzeń przy 47 ulicy w Nowym Jorku, gdzie organizowano spotkania i wystawy.
Towarzystwo w latach 1920–1940 zrealizowało ponad 80 wystaw sztuki awangardowej (nie tylko we własnej siedzibie, ale także w formie wystaw objazdowych), przedstawiło Amerykanom ponad 70 artystów, zorganizowało co najmniej 85 wydarzeń otwartych (wykładów i koncertów) i wydało 30 publikacji. Jedną z najważniejszych jego wystaw była ekspozycja prezentująca 307 prac artystów z 23 krajów, pt. International Exhibition of Modern Art, zorganizowana w Brooklyn Museum w 1926 roku.

## Société Anonyme: Museum of Modern Art 1920
Katherine Sophie Dreier dążyła do przekształcenia organizacji w pierwsze muzeum sztuki nowoczesnej. Wizja instytucji, jaką artyści chcieli powołać do życia, zakładała skupienie się na edukacji, współpracę ze szkołami, prowadzenie obok działalności wystawienniczej lekcji muzealnych, wykładów i zorganizowanie biblioteki. Projekt nie został zrealizowany.

## Kolekcja Société Anonyme
Zbiór tysiąca pozyskanych przez Société Anonyme obiektów trafił w 1941 roku do Galerii Sztuki Uniwersytetu Yale. W 2012 roku zaprezentowano tam wystawę pt. The Société Anonyme: Modernism for America, która odwiedziła poprzednio Frist Center for the Visual Arts w Nashville (2008), Dallas Museum of Art w Dallas (2007), The Phillips Collection w Waszyngtonie (2007), Hammer Museum w Los Angeles (2006). W kolekcji Société Anonyme znajdują się prace Wasilija Kandinskiego, Francisa Picabii, Josepha Stelli, Lászla Moholya-Nagya, a także artystów polskiego pochodzenia Kazimierza Malewicza, Louisa Marcoussisa, Alicji Halickiej.